# 小行星9801
小行星9801（英語：9801）是一颗围绕太阳公转的小行星。1997年3月31日，林肯近地小行星研究小组在索科罗发现了此天体。
这颗小行星的绝对星等为104.6486682366109等。